# Противоптичьи шипы

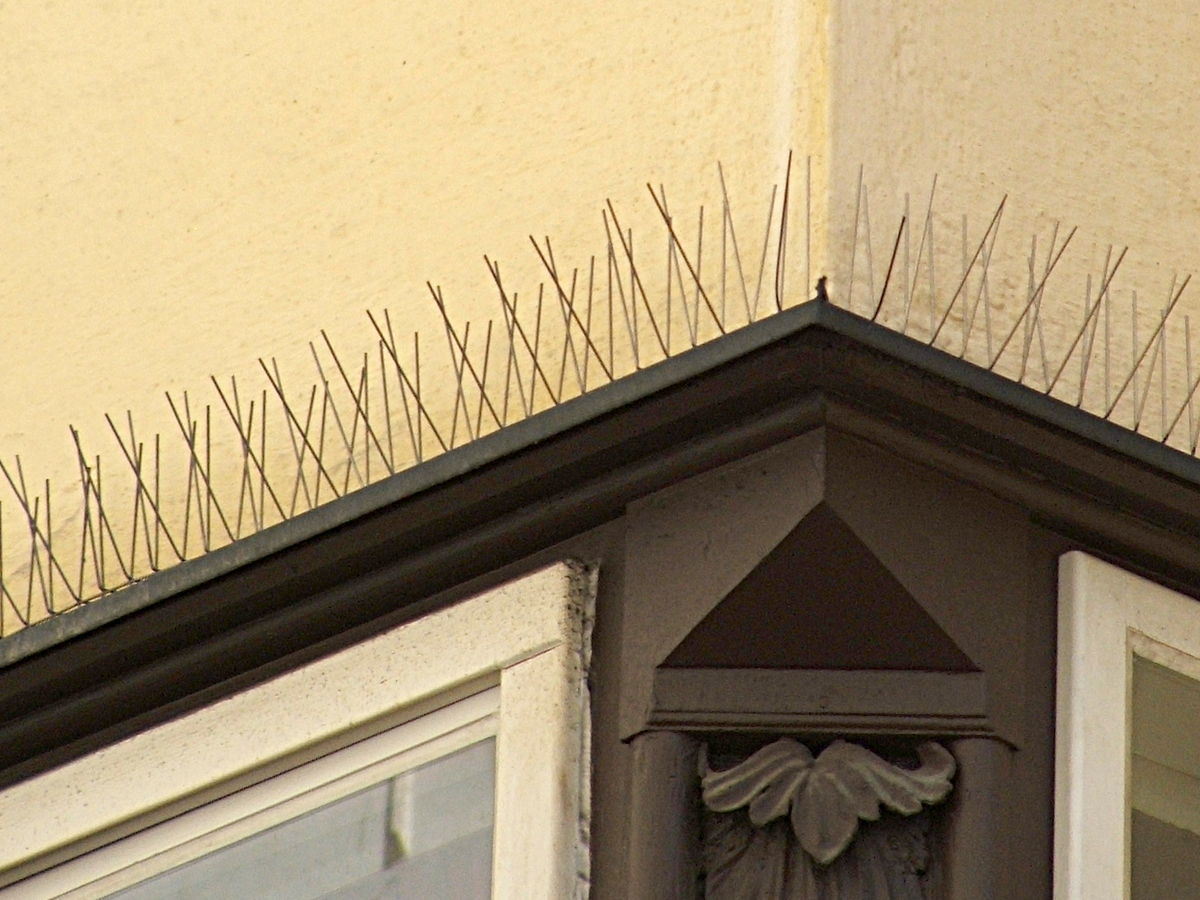
Крыша с противоптичьими шипами.

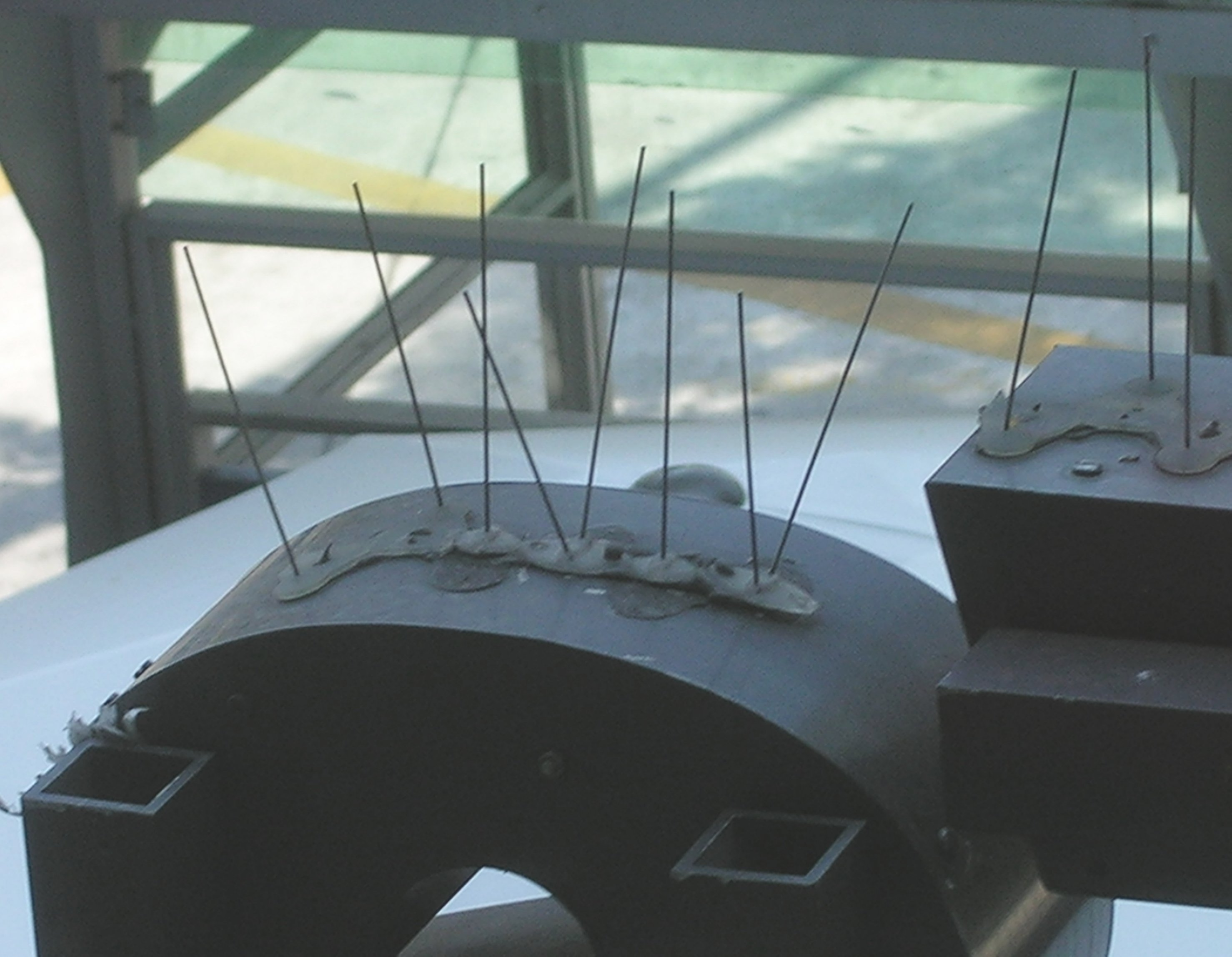
Противоптичьи шипы вблизи.

Противоптичьи шипы (также Противоголубиные шипы) — длинные и иногда острые иглы, производимые, как правило, из металла, устанавливаемые в некоторых странах на фасадах зданий, элементах уличного освещения, рекламных вывесках, мостах и других местах с целью предотвращения посадки на них птиц в целом и в особенности голубей, которые могут загрязнить перечисленные объекты своим помётом и (или) свить на них гнёзда. Использование противоптичьих шипов считается методом отпугивания птиц без причинения им какого-либо вреда. В настоящее время производятся также противоптичьи шипы из пластика.

## Типы и использование
Противоптичьи шипы могут устанавливаться на выступах и стенах фасадов, на вывесках, камерах видеонаблюдения, водостоках и прочих местах с целью предотвращения усаживания птиц на эти объекты. В тех странах, где используются противоптичьи шипы, они чаще всего устанавливаются в городских центрах и прибрежных районах, где дикие птицы более всего распространены и где могут создать больше всего проблем для жителей. Кроме того, в некоторых странах причинение вреда или смерти птицам без веских оснований считается уголовным преступлением, поэтому городские власти и жители вынуждены искать несмертельные способы отпугивания животных.
Помимо отпугивания птиц, противоптичьи шипы могут использоваться для предотвращения пересечения определённых местности некоторыми животными других типов и классов, в том числе белок, енотов и змей.
Наряду с «обычными» противоптичьими шипами существуют и наэлектризованные, действующие по тому же принципу, что и электрический забор, которые повышают эффективность отпугивания, а панические сигналы от перепуганной птицы, столкнувшейся с такими шипами, могут испугать и других птиц в данном районе. Однако такой вид противоптичьих шипов может нанести птицам ненужные травмы, поэтому в некоторых странах, таких как Великобритания, они находятся под запретом. Слишком сильно заострённые противоптичьи шипы запрещены законом в большинстве стран мира и непригодны для установки в общественных местах, регулярно посещаемых людьми.

## Альтернативы
Противоптичьи шипы со временем могут засоряться листьями, мусором и птичьими перьями. Если такие шипы зарастают грязью и не очищаются должным образом, то через какое-то время птицы смогут легко садиться на них. Кроме того, в ряде случаев противоптичьи шипы могут своим видом портить эстетический облик здания. В этих случаях могут применяться другие методы для отпугивания птиц, такие как специальное оборудование для трансляции сигналов опасности, воспринимаемых птицами, или ярких огней. Другие методы включают в себя использование сеточных и проволочных заграждений, специального геля и пугал.